# Elektricitetens historia

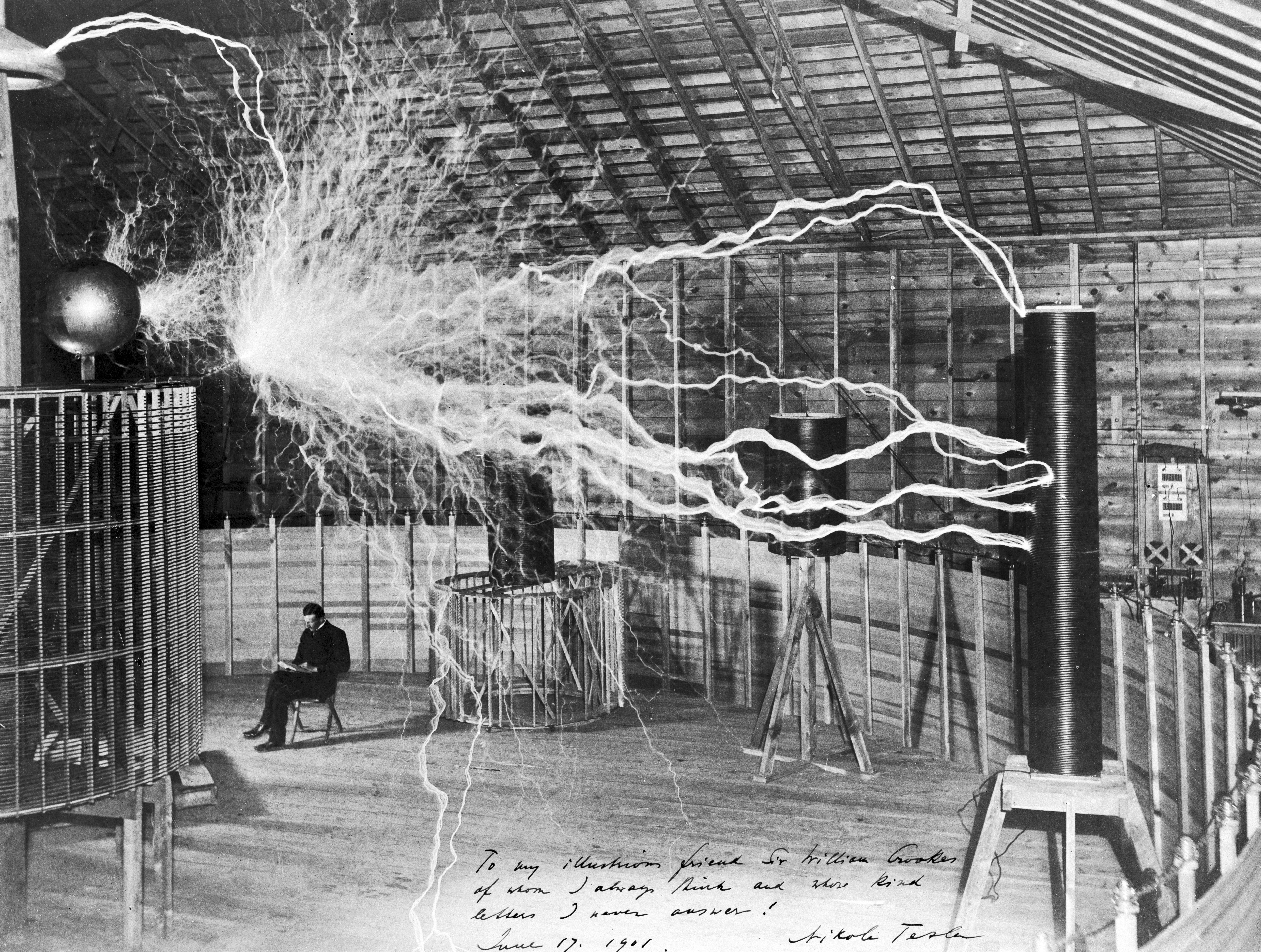
Teslaspole i Nikola Teslas laboratorium i Colorado Springs.

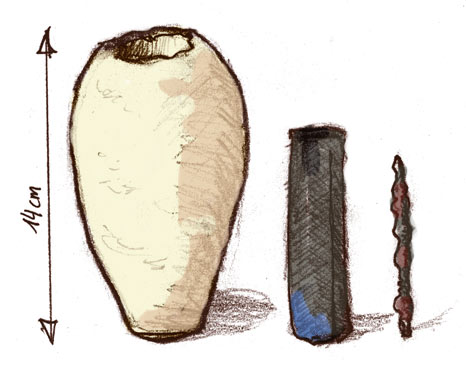
Bild av de tre delarna i Bagdadbatteriet.

Elektricitetens historia som människan har upplevt, går tillbaks till antikens Grekland, Fenicien, Partien, och Mesopotamien för över tvåtusen år sedan. 

## Forntida historia
Thales från Miletos skrev på 500-talet f.Kr. att en särskild attraktion mellan päls och olika ämnen som till exempel bärnsten skulle ske, om man placerade pälsen på föremålet. Detta kallas idag statisk elektricitet. Grekerna noterade också att bärnstenarna kunde dra till sig lätta objekt som hårstrån och ifall de vidrörde stenen under en längre period kunde de få gnistor att slå upp. 
Ett föremål hittat i Irak 1938, daterat till 200-talet f.Kr. och idag kallat Bagdadbatteriet, ett keramiskt kärl som påminner om en galvanisk cell, men påståenden om att det är ett batteri har tillbakavisats av arkeologer. Personer inom pseudovetenskapliga kretsar, såsom Erich von Däniken, har kopplat samman Bagdadbatteriet med teorier som "Ljuset i Dendera", som påstår att antikens egyptier hade glödlampor. Försöken att rekonstruera kärlet för att påvisa att den kunde producera ström har krävt att kärlet byggts annorlunda än originalet.

## Modern historia

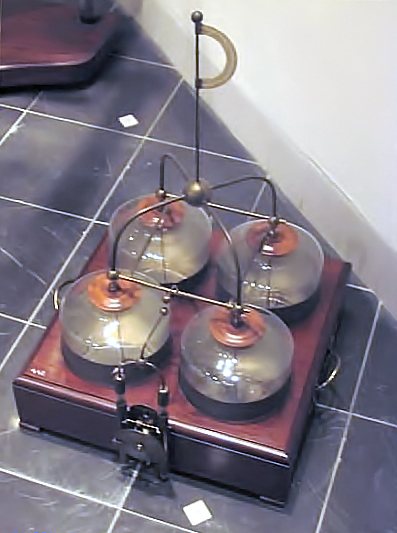
Fyra seriekopplade Leidenflaskor.

Den italienska fysikern Girolamo Cardano skrev 1550 om elektricitet i sitt verk De Subtilitate och skiljde där, kanske för första gången någonsin, på elektriska och magnetiska krafter.
Det var dock genom Elisabeth I:s livläkare William Gilbert som en vetenskaplig forskning kring elektriciteten började. Han kunde visa att vissa ämnen som diamant, svavel och harts hade samma förmåga som bärnsten samt att de flesta metaller som "oelektriska" saknade. Ordet elektricitet infördes av Walter Charleton.
Betydande framsteg gjordes av Otto von Guericke, som 1663 konstruerade den första elektricitetsmaskinen, studerade attraktion och repulsion hos laddningar, upptäckte den elektriska influensen och upptäckte att elektricitet kunde ledas genom en linnetråd från en kropp till en annan. Robert Boyle upptäckte 1670, att kraften mellan elektriska laddningar verkade även i ett lufttomt rum.
Wall var den förste som studerade den elektriska gnistan i ett arbete år 1700, och torde ha varit den förste som i blixten såg en elektrisk urladdning av gigantiska mått. Francis Hauksbee upptäckte 1709 elektricitetens förmåga att alstra ljus, då han gned en roterande lufttom glaskula. De olika kropparnas förmåga att leda elektricitet undersöktes 1729 systematiskt av Stephen Gray och Wheeler, senare av Johannes Aepinus, och från dem härstammar indelningen i goda och dåliga ledare. Särskild uppmärksamhet väckte det, att människokroppen var en god ledare för elektricitet.
Ett viktigt framsteg var Charles du Fays upptäckt 1733, att det finns två slags elektricitet; han kallade dem glaselektricitet och hartselektricitet. Laddningar av samma slag stötte bort varandra, av olika slag attraherade varandra. Genom Grays och du Fays arbeten infördes studiet av elektriciteten vid universiteten, och behovet av en bättre elektricitetskälla än den sedan Gilberts dagar använda glasstaven gjorde sig gällande.
Guerickes primitiva elektricitetsmaskin förbättrades alltmera. De ursprungliga svavelkulan utbyttes efterhand mot en glasskiva, ett rivtyg av amalgamerat skinn infördes, och slutligen när leidenflaskan uppfanns fick man möjlighet att tillverka maskiner som kunde alstra stora elektricitetsmängder. En för en lång tid framåt oöverträffad konstruktion gjordes av Jesse Ramsden 1766.
Åsikterna om elektricitetens natur var till en början mycket oklara. Robert Boyle tänkte sig elektriciteten som ett klibbigt ämne vilket vid gnidningen strömmade från föremålets porer medan René Descartes och Isaac Newton tänkte sig elektriciteten som osynliga elastiska band som omgav den laddade kroppen. Andra tänkte sig elektriciteten som en egenskap hos den vid gnidningen alstrade värmen. En klar, bärkraftig och på experimentella rön grundad teori framställdes av Benjamin Franklin 1747. Av honom uppfattades elektriciteten som en viktlös vätska, uppbyggd av smådelar som inbördes stötte bort varandra men attraherade av andra material. Där ämnet anhopades uppträdde positiv elektricitet och där ämnet förtunnades negativ elektricitet. Elektriciteten ansågs alltså förekomma i två tillstånd, men endast som ett ämne, den så kallade unitariska teorien.
Teorin mottogs gynnsamt, främst för att den kunde förklara förhållandena vid leidenflaskans uppladdning, men visade sig snart otillräcklig. Större åskådlighet och även större spridning fick den teori, som i anslutning till du Fay framställdes av Robert Symmer 1759, den dualistiska teorin. den antog två olika typer av fluida elektriciteter, den positiva och den negativa. Elektricitet av samma slag stötte från varandra, av olika slag attraherade varandra. Symmers teori undanträngde efter hand Franklins. Symmers begrepp var enklare, dess förklaringar mer åskådliga, och vissa fenomen för vilka Franklins teori inte kunde förklara löstes med Symmers teori.
Ett av dessa av den elektriska influensen, undersökt av John Canton, Johan Carl Wilcke och Aepinus. De tidiga undersökningarna var rent kvalitativa. Tidigt försökte bland andra Jean-Antoine Nollet, Tiberius Cavallo, Henley och Bennet jämföra elektriska laddningar, men först genom Charles-Augustin de Coulomb och den av honom 1785 uppställda Coulombs lag skapades möjligheterna för en exakt kvalitativ undersökning av elektriciteten. Man kunde nu med större klarhet tala om elektricitetsmängd och fastställa en bestämd enhet. Coulombs lag visade formell överensstämmelse med Newtons gravitationslag för kraftverkan mellan massor, vilket styrkte antagandet av elektricitet var ett materiellt ämne.
Redan före Coulomb hade Henry Cavendish 1771 verifierat dennes resultat, men inte publicerat dessa, och detta blev känt först 1879, långt efter hans död.
På grundval av Coulombs arbeten utarbetade Siméon Denis Poisson 1812 en matematisk teori för elektrostatiska fält, begreppen elektrisk kapacitet och elektrisk potential utformades av Pierre Simon de Laplace, George Green och Moritz von Jacobi. När man lyckats framställa elektrisk ström och börjat undersöka de elektrodynamiska fenomenen, sökte man utvidga Coulombs lag genom tillsats av flera led, av bland andra Wilhelm Eduard Weber och Carl Friedrich Gauss, men man tvingades ge upp försöken. Nya erfarenheter dömde ut teorin om avståndsverkan som ovetenskaplig och ersatte den med teorin om en verkan, som förmedlades av mediet mellan laddningarna och behövde tid för sin utbredning, en närverkan.
Alessandro Voltas galvaniska kondensator från åren 1779 och 1780, eller Voltas stapel från 1800 kan ses som början på den moderna elektriciteten och kom att bana väg för en rad nya upptäckter inom elektricitetens område. Det var även Volta som fick namnge enheten för spänning, volt.
En annan viktig upptäckt gjordes av Luigi Galvani då han egentligen sysslade med biologiska experiment. Då han med en elektriskt laddad skalpell vidrörde ett grodben kunde han få grodbenets muskel att dra ihop sig. Galvani upptäckte även att samma fenomen kunde uppnås om i grodbenet fästes mässingskrokar vilka i sin tur fästes vid ett järnföremål. Galvani tolkade sina resultat som upptäckten av en särskild animalisk elektricitet. Även Volta delade ursprungligen Galvanis tankar men övergav dem senare. Länge levde dock föreställningar om en särskild animalisk elektricitet, och elektricitetens förmåga att skapa liv kvar i föreställningsvärlden.
William Nicholson och Anthony Carlisles sönderdelning av vatten i väte och syre 1800 var en sådan, Humphry Davys elektrolys av kalium och natrium 1807 en annan.
André-Marie Ampère anses allmänt som upptäckare av elektromagnetism och han var även den som år 1796 förklarade principerna för elektrisk spänning och ström. Enheten ampere som står för strömstyrka är uppkallad efter André-Marie.
Ampères upptäckter inom elektromagnetismen följdes av Hans Christian Ørsted som 1820 var den förste att fastställa ett samband mellan elektricitet och magnetism, utifrån vilket arbete Jean Baptiste Biot och Félix Savart samma år uppställde Biot-Savarts lag för beskrivandet av de nya sambanden.

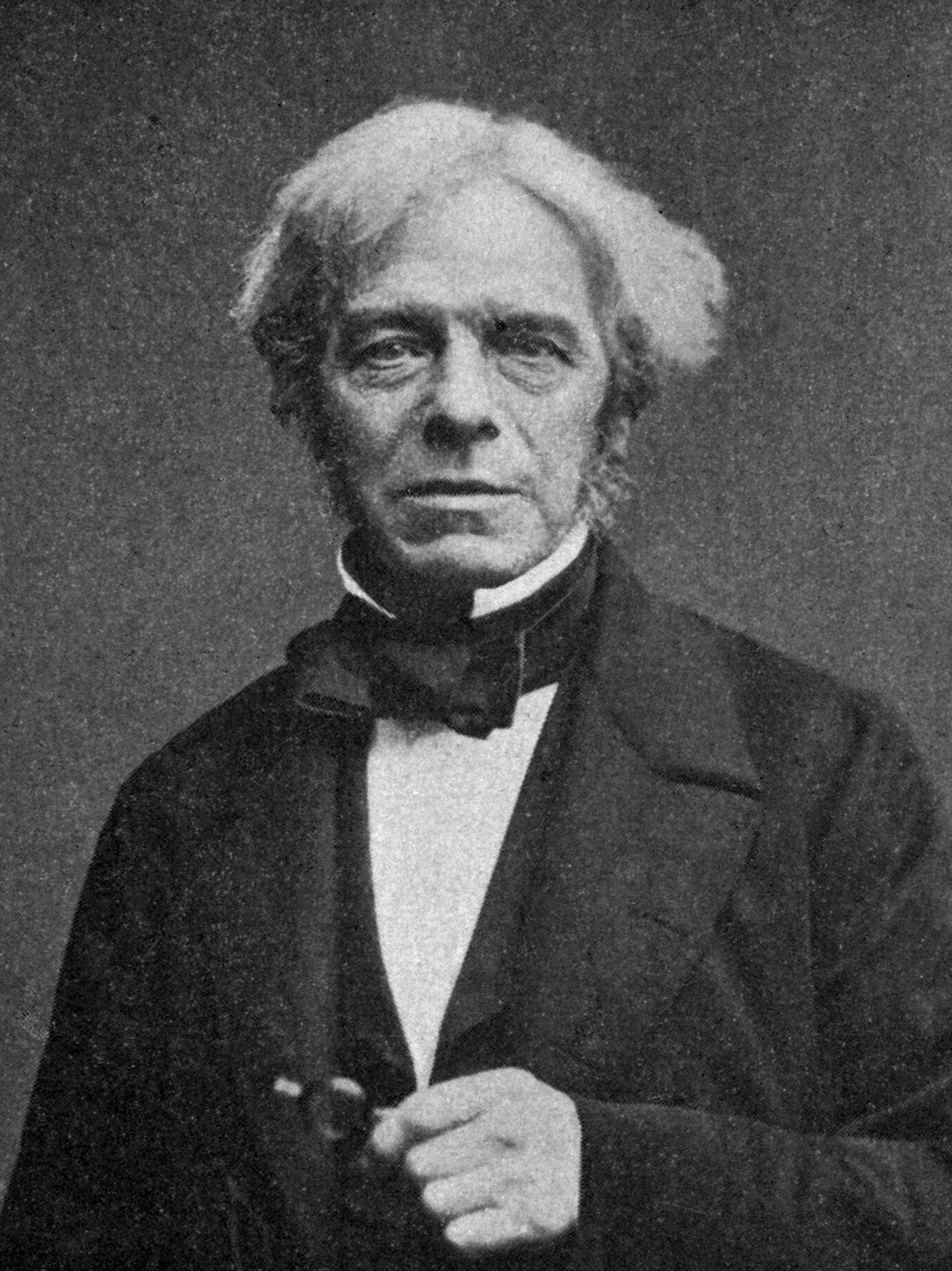
Michael Faraday

Termoelektriciteten upptäcktes av Thomas Seebeck 1821.
Förhållandet mellan ström, spänning och motstånd förklarades av Georg Ohm i boken Die galvanische Kette mathematisch bearbeitet som utkom 1827 och han fick även namnge enheten för elektriskt motstånd, ohm.
Michael Faraday arbetade från 1821 med olika elektriska experiment. 1831 uppfann han under sina experiment elektromagneten och uppdrog även principen för den första elektriska motorn.
James Clerk Maxwells ekvationer från 1864 är den matematiska beskrivning av elektricitet och magnetism som används än idag.

## War of the Currents
Under senare delen av 1800-talet och det tidiga 1900-talet uppstod i USA det så kallade War of the Currents (ung. strömkriget) mellan Thomas Edison, Nikola Tesla och George Westinghouse. Kriget gick ut på huruvida likström eller växelström skulle användas för att distribuera elektricitet till hushållen. Edison, som förespråkade likström, gick ut med en stor kampanj syftande till att svartmåla växelströmmen. I kampanjen visade han på växelströmmens farlighet genom att avliva djur medelst växelström, både med katter och hundar men även en elefant. Edison var motståndare till dödsstraffet, men var inblandad i konstruerandet av den elektriska stolen och såg det som ytterligare ett sätt att få allmänheten negativt inställd till växelström. Trots Edisons kampanj var det Teslas system som ansågs bättre, som vann och i dag använder så gott som hela världen växelström.

## Halvledarteknikens intåg
Under 1940-talet utvecklades halvledare, och transistorer började tillverkas. Detta ledde till att elektroniska kretsar kunde göras mer avancerade. Nästa steg kom med integrerade kretsar på 1970-talet, som utvecklats i rasande takt - se Moores lag.
Upptäckten av jättemagnetoresistans gjorde effektiva minneskretsar möjliga, med tillämpningar i bland annat mp3-spelare.